# Gene Siskel
Eugene "Gene" Kal Siskel (26 de janeiro de 1946 - 20 de fevereiro de 1999) foi um crítico de cinema norte-americano. Juntamente com o colega Roger Ebert, apresentou o programa Siskel & Ebert at the Movies.